# Pontonia mexicana
Pontonia mexicana is een garnalensoort uit de familie van de Palaemonidae. De wetenschappelijke naam van de soort is voor het eerst geldig gepubliceerd in 1855 door Guérin-Méneville.